# 郑屏年
郑屏年（1922年12月—），男，汉族，山东淄博人，中华人民共和国军事人物、政治人物，中国人民解放军大校，曾任中共中央组织部副部长。